# Hilgenroth
Hilgenroth là một đô thị thuộc huyện Altenkirchen, trong bang Rheinland-Pfalz, phía tây nước Đức. Đô thị Hilgenroth có diện tích 2,96 km², dân số thời điểm ngày 31 tháng 12 năm 2006 là 308 người.